# بيانكو، بارايبا
بيانكو بلدية في ولاية بارايبا في المنطقة الشمالية الشرقية من البرازيل.